# 癲癇發作
癲癇發作（epileptic seizure，；有時在文獻或新聞簡稱 ）是脑内异常“过度或同步”的神经元活动，而导致一段时间的症状。這種腦內異常的外溢效應（outward effect）可以是無法自行控制的混亂運動，也可以是短暫的失去意識。任何能引起癲癇發作的腦部疾病或损伤，統稱癲癇（epilepsy）或癫痫症。
癲癇發作可能發生在沒有癲癇歷史的人身上。危險因子包括：腦部创伤、濫用藥物、過高體溫、低血糖 和缺氧。另外有一些看起來像癲癇發作的症狀，但實際上並非真的癲癇發作。
首次出現的癲癇發作通常不需要長時間服用抗癲癇藥，除非出現特定問題或要照腦電圖或腦部造影（brain imaging）。
所有活到80歲的人之中大約 5~10%，在其人生中至少遇過一次癲癇發作，遇到第二次癲癇發作的機率介於 40~50% 之間
。

## 徵狀和症狀
參見：癲癇類型
癲癇發作的徵狀和症狀依照其類型而定。 
最常見的癲癇發作是驚厥 (60%)。

## 外部連結
- 中華民國衛生福利部 （页面存档备份，存于）
- 中的“癲癇發作”